# جامع الابن
جامع الابن يقع في محلة قسطل الحرامي في زقاق الطويل. تعد مئذنته من أجمل معالم المسجد وثبت عليها كتابة تفيد بتاريخ تجديد المئذنة في العهد المملوكي في 707 هـ الموافق 1307 م.
الجامع دُمر أثناء الحرب الأهلية السورية وأعيد ترميمه على نفقة أهل الخير 